# Quimotripsinogênio
Quimotripsinogênio é uma enzima proteolítica e um precursor (zimogénio) da enzima digestiva quimotripsina.